# NGC 6209
NGC 6209 ist eine 11,8 mag helle Balken-Spiralgalaxie vom Hubble-Typ SBb im Sternbild Paradiesvogel am Südsternhimmel. Sie ist schätzungsweise 256 Millionen Lichtjahre von der Milchstraße entfernt und hat einen Durchmesser von etwa 160.000 Lichtjahren.
Die Supernovae SN 1998cx (Typ Ia) und SN 2009fz (Typ IIb) wurden hier beobachtet.
Das Objekt wurde am 28. Juni 1835 von John Herschel mit einem 18-Zoll-Spiegelteleskop entdeckt, der bei zwei Beobachtungen „eF, pL, vgvlbM, 2′ diameter, quite hopeless, except in the clearest and finest night, and with the mirror bright“ und „found in the place, and viewed. It is very visible...“ notierte.